# Tulku

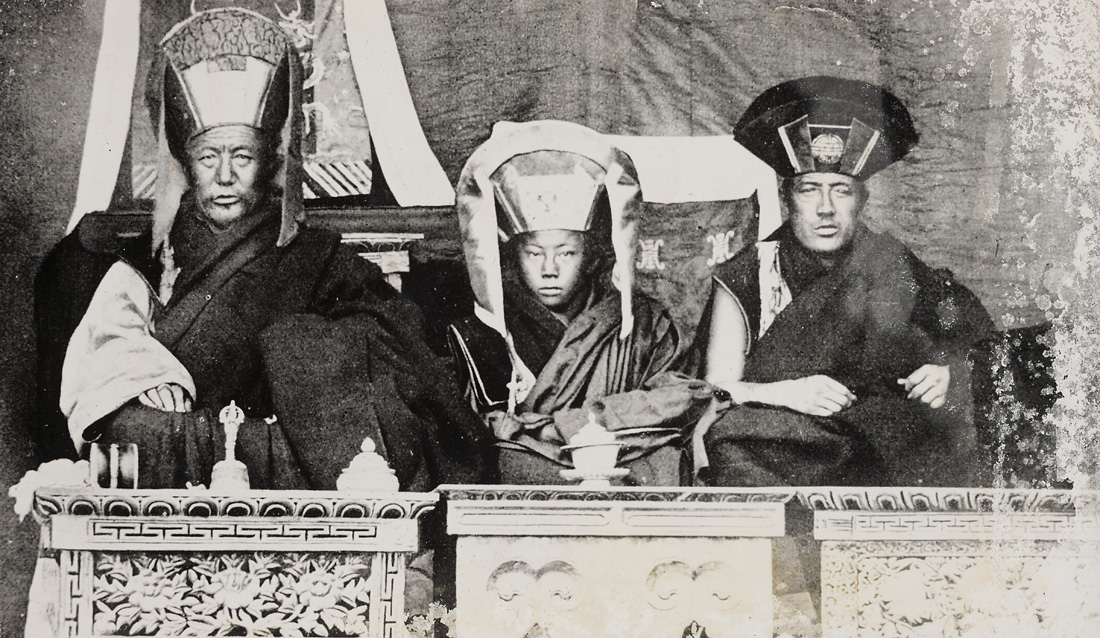
A kagyu vonalhoz tartozó három tulku 1932-ben

A tulku (tibetiül: སྤྲུལ་སྐུ – Wylie átírása: szprul szku – kínaiul: Zhügu, szintén tülku, trulku) újjászületési tiszteletbeli cím, amelyet egy tibeti buddhista láma ismer fel vagy fizikális jegyek vagy bizonyos képességek alapján.
Tulku Thondup szerint három fő típusát különböztetik meg a tulkuknak. Lehetnek buddhák emanációi, magas szintet elért mesterek megnyilvánulásai, illetve spirituális és erényekben gazdag újjászületések. Léteznek másodlagos típusok is, amelyekbe azok a tulkuk tartoznak, akiket még nem ismertek fel, vagy a spirituális ösvényt elhagyták.
A tibeti tulkuk közé tartoznak magas szintű bodhiszattvák is, akik képesek megválasztani következő születésük helyét és idejét, beleértve a saját szülőiket is. A legismertebb tulkuk közé tartozik a 14. dalai láma, a Pancsen láma és a Karmapa.
A becslések szerint 2012. előtt mintegy 500 tulku létezett Tibetben. A kínai kommunista megszállást megelőzően a tulkuk száma valószínűleg több ezer volt. Minden tulkunak saját születési vonala van. Például a 14. dalai lámát a 13. dalai láma reinkarnációjának tartják, aki az őt megelőző dalai láma reinkarnációja volt. A vonal visszafelé egészen Avalókitésvaráig, avagy Csenrezigig, az együttérzés bodhiszattvájáig nyúlik vissza. A tulkuk és a lámák túlnyomó többsége férfi, csak elvétve találunk közöttük nőt.
A tulku születési vonal különbözik a buddhista mesterek és tanítványaik vonalától, amelyben bizonyos tanításokat és spirituális gyakorlatokat nemzedékről nemzedékre szóbeli vagy írásos formában adnak át.

## A szó eredete
A tibeti སྤྲུལ – azaz 'szprul' – az ótibeti irodalomban egy ige volt, amely azt jelentette, hogy a བཙན་པོ་ (bcanpo – uralkodó) emberi formát öltött a földön. Ezért ez az eszme más buddhizmusoktól – például az indiai buddhizmustól, a hínajána, vagy a zen buddhizmustól is – eltér. Idővel a bennszülött vallási eszmék asszimilálódtak az új buddhizmusba. A tibeti buddhizmusban a tulku kifejezéssel általánosságban a megvilágosodott buddhista mesterekre utaltak.

## Jelentése

### Múlt- és jövőbeli életek
A tulku rendszer a karma és az újjászületés buddhista felfogásának a logikus következménye, amely szerint az érző lények haláluk után születnek újra az előző életükből ebbe az életükbe. A halál utáni újraszületés kétféleképpen történhet:
- karma és káros érzelmek általi újjászületés, amely az átlagos lényeké, akik vég nélkül vándorolnak életeken keresztül, mintha egy kereket forgatnának.
- az érző lények iránti imán és együttérzésen keresztüli újjászületés, amely a felsőbb bodhiszattvák útja, akik már elérték a megvilágosodást.[2]

Általánosságban a tulku kifejezés a Buddha egy speciális aspektusára utal, amely szerint a buddhák különböző formában jelenhetnek meg – emberi, isteni, folyó, híd, gyógynövény vagy fa formában -, hogy segítsék az érző lényeket. A legtöbb tulkura a buddhák igaz megtestesüléseként tekintenek. Tibet tulkui között magas szintű és leendő bodhiszattvák is akadnak. Egyesek képesek megválasztani következő születésük helyét és idejét. Amikor egy újraszületés kifejezetten a többi érző lény hasznáért történik, akkor azt az imák és az együttérzés erejéből történik.

### Az utód megtalálása
Az élete végéhez közelgő tulku hátrahagyhat írásos üzenetet vagy jeleket, amelyek segítik majd az utódja megtalálását az újjászületése után. Néha levélben jövendölik meg vagy egy dalban, hogy hol lelnek majd rájuk és részleteket közölnek a jövendőbeli szüleikről, lakhelyükről és így tovább. Amennyiben ilyen segítségek nem állnak rendelkezésre, akkor a kutató szerzetesek asztrológus láma-tulkukhoz (ciszpa) szoktak fordulni segítségért. A jövőbe vagy múltba mutató próféciák szintén szerepet kapnak. A potenciális jelöltek vizsgálata gyakran jár olyan tesztekkel, hogy a gyermek felismer-e az előző életéből személyeket vagy tárgyakat, esetleg kérdésekre tud-e válaszolni. A gyermek elé olyan tárgyakat helyeznek, mint rózsafüzér, rituális eszközök, könyvek, teáscsészék stb. Ezután a gyermeknek ki kell válogatnia azokat, amelyek a néhai tulkuhoz tartoztak. Ezzel bizonyíthatja, hogy emlékszik, hogy azok a tárgyak az előző életében az "övéi" voltak. Ezt a folyamatot több filmben és sorozatban is ábrázolták már, mint például a Lost – Eltűntek vagy az Avatar: Az utolsó levegőidomár.
A tulkuk eddig általában férfiak voltak. Azonban a saját vonalát tekintve a 14. dalai láma elmondta, hogy "amennyiben egy női forma hasznosabbnak bizonyul, akkor a láma újjászülethet abban a formában is."

### Története
A tulku intézménye Tibetben a 12-14. század folyamán alakult ki, amikor egyre több iskola elfogadta annak a lehetőségét, hogy kivételes tudással rendelkező személyek együttérzésüknek köszönhetően újraszülethetnek emberként, hogy intézményekben tanítsanak. Az egyik legdrámaibb – és egyben legellentmondásosabb – újítás az volt, hogy a tulkuk vagyont (tibeti: labrang) is örökölhettek az előző életükből. Ez az öröklési szabály lehetővé tette rendkívül tehetős tulku reinkarnációs vonalak létrejöttét. A legelső elismert ilyen tulku vonal a hínajána hagyományba tartozó Karmapa volt, aki mai napig a Kagyü iskolához tartozik. Pontosabban az első manifesztáció akit felismertek, az a második karmapa volt (Karma Paksi) (1204–1283). A jelenlegi Karmapa már a 17. emanáció (mindazonáltal személye vitatott. lásd: Karmapa)
1988-ban a dalai láma összehívott egy konferenciát, amelyet mintegy 350 tulku és pap tisztelt meg jelenlétével, mind az öt tibeti spirituális hagyomány területéről – Nyingmapa, Szakjapa, Kagyüpa, Gelugpa, Bön. Az összejövetel témája a tibeti spirituális hagyományok jövője volt az indiai szubkontinensen, Tibetben és a külföldi országokban. Szó esett a tibeti buddhizmus tudománnyal és külföldi vallásokkal való kapcsolatról is.

## Tulku vonalak
Françoise Pommaret francia tibetológus becslése szerint mintegy 500 tulku vonal létezik Tibet, Bhután, észak-India, Nepál, Mongólia és Kína délnyugati tartományai szerte. A tulkuk túlnyomó többsége férfi, de kevés számban nőket is találni. A legjelentősebb női tulku vonal a Szamding kolostorhoz tartozó Dorzse Fagmo.
A dalai lámák vonala politikailag messze a legjelentősebb tulku vonal volt az elmúlt évszázadokban. A 15. századi Gedun Trupa (1. dalai láma) óta már a 14. emanációnál tart a vonal. A vonalban a második Gedun Gyaco még csak Gedun Tripa emanációja volt. Ugyanígy Szönam Gyaco is Gedun Gyaco emanációja volt, amíg felnőttként fel nem vette a "dalai láma" nevet.
A vörös sapkásokhoz tartozó Hutukhtu (b. 1865) a 13. dalai láma ellenlábasa volt. Ők a Kínai Népköztársaság egyetlen pártját, a Kuomintangot támogatták.
A tulku vonalak össze is fonódhatnak. Például a Pancsen láma ismeri fel hagyományosan a dalai láma új emanációját, és ugyanígy van ez fordítva is. Általában nincsenek ilyen összefonódások, azonban a potenciális jelölteket mindig neves lámák szokták felismerni.

## Dokumentumfilmek
- Tulku – Gesar Mukpo 2009-es dokumentumfilmje
- A valódi gyermek – a tibeti Láma Koncsog újraszületése (Unmistaken Child) – 2008-as dokumentumfilm
- Újraszületésem – 2011-es film

## A kultúrában
- Az 1994-es Az árnyék című filmben egy misztikus tulku tanítja meg Lamont Cranstont (Alec Baldwin), miképp használja belső sötétségét a bűnözés ellen.
- Peter Dickinson Tulku című regényében egy fiatal fiú és társai a kínai bokszerlázadás elől menekülve találkoznak tibeti szerzetesekkel, akik egy tulku születését várják éppen.[12]
- Az egyik amerikai képregény hőse a Zöld láma, akit tulkunak is hívnak a szövetségesei.

## Bibliográfia
- Campbell, June (1996). The Emperor's Tantric Robes az 1996-os "Tricycle" magazin téli kiadásában (angolul)
- Logan, Pamela (2004). "Tulkus in Tibet". Harvard Asia Quarterly 8 (1) 15-23.(angolul)
- Ray, Reginald A. 1986 "Some aspects of the Tulku tradition in Tibet." in The Tibet Journal 11 (4): 35-69 (angolul)
- Tulku, Thondup (2011).Incarnation:The History and Mysticism of the Tulku Tradition of Tibet Boston. Shambhala Publications. (angolul)
- (angolul)/pt1/spiritual_teacher_02.html#n6 Reincarnate Lamas: Tulkus and Rinpoches[halott link] – Berzin, Alexander. 2000 Relating to a Spiritual Teacher. (angolul)
- Tulkus: Incarnate Lamas of Tibet – An Interview with His Holiness Sakya Trizin – 1982 (angolul)
- Tulkus: Incarnate Lamas of Tibet 2 – Interview with Sakya Gongma Dagchen Rinpoche – 1982. (angolul)
- Rövid magyarázat a születésvonalakhoz (angolul)